# Айон (Калифорния)
Айон (англ. Ione) — крупнейший город в округе Амадор в штате Калифорния в Соединённых Штатах Америки.
Согласно результатам переписи населения США, проведённой в 2020 году, число жителей города составляло 5141 человек, что, для такого небольшого населённого пункта, существенно меньше (− 35.1%), чем было во время предыдущей переписи прошедшей в 2010 году (7918 человек).

## География
Согласно данным Бюро переписи населения США, общая площадь города составляет 4,8 квадратных мили (12 км2), из которых 4,8 квадратных мили (12 км2) приходится сушу, а 0,015 квадратных мили (0,039 км2 или 0,31%) занимает водная поверхность.

## Климат
В соответствии с данными представленным Национальной метеорологической службой США в Айоне, согласно системе классификации климатов Кёппена, теплый летний средиземноморский климат, который на климатических картах сокращённо обозначается аббревиатурой «Csa».

## История
В доколумбову эпоху земли, где сейчас построен современный Айон, были населены коренными американцами из племени мивоки равнин и сьерры, ветви народа мивоки; плодородная долина давала им всё необходимое для жизни.

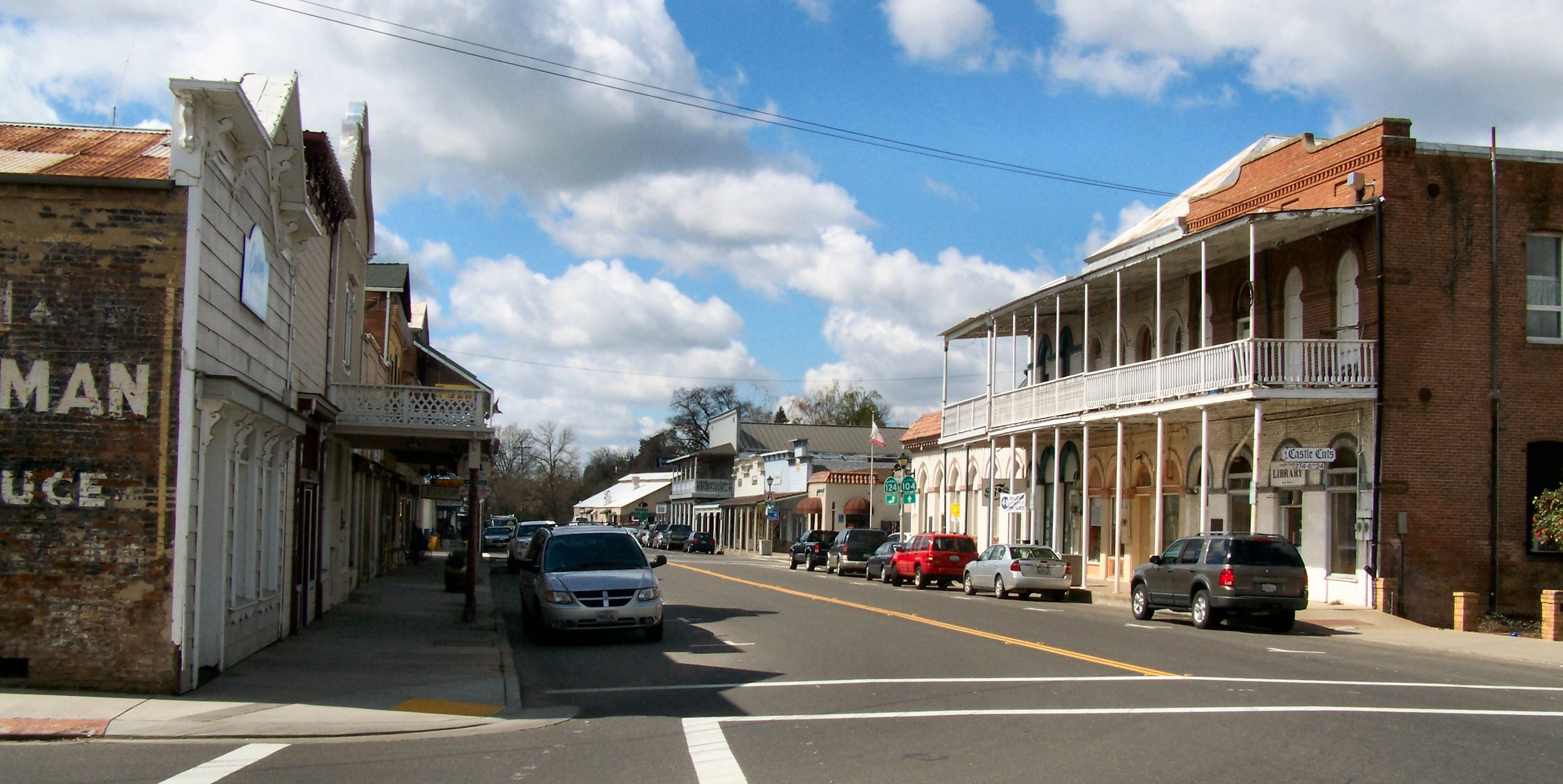
Мейн-Стрит

В 1840 году, после прихода испанских колонистов, и завершения Испано-мексиканской войны, место будущего города стало частью мексиканского земельного гранта Ранчо Арройо-Секо в Верхней Калифорнии. 
После Американо-мексиканской войны эти земли перешли под юрисдикцию Соединённых Штатов. Во времена калифорнийской золотой лихорадки шахтёры знали город под названиями «Bedbug» (букв. «Клоп») и «Freezeout» (букв. «Заморозка»). В середине XIX века Томас Браун назвал поселение в честь одной из героинь (Иона) драмы Эдварда Бульвер-Литтона «Последние дни Помпеи», но существуют и другие противоречивые легенды, гипотезы и теории о происхождении этого названия.
В отличие от других поселений в округе Амадор, которые преимущественно были основаны с целью золотодобычи, Айон был центром снабжения, станцией дилижансов и железнодорожной станцией, а также агропромышленным центром.

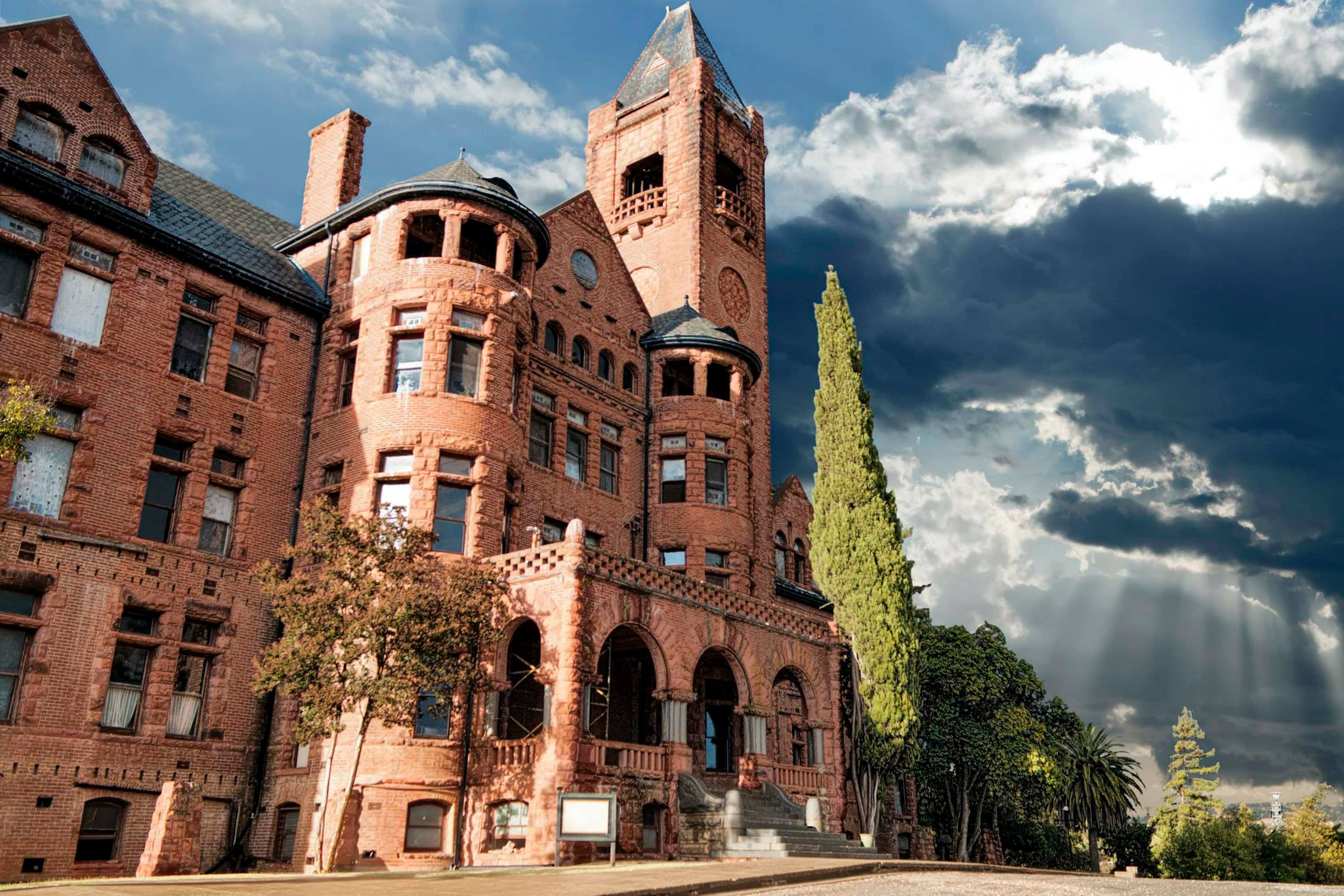
Престонская промышленная школа

В 1890 году в Айоне приняла первых учеников Престонская промышленная школа.
На праздновании столетия США в 1876 году население Айона составляло около 600 человек, включая около ста китайских эмигрантов, которые жили в Чайнатауне. В городе на тот момент работали государственная школа, четыре церкви, четыре универсальных магазина, мясной рынок, прачечная, пивоварня, ресторан, магазин шляп, художественная галерея, шесть салунов, аптека и парикмахерская и несколько других деловых учреждений. 
23 марта 1953 года поселение было инкорпорировано и включено в реестр штата Калифорния, благодаря чему некорпоративное сообщество Айон официально получило статус города («Сity of» / «Town of»).